# 大谷誠
大谷 誠（おおたに まこと、1991年9月5日 - ）は、日本の俳優、モデル。神奈川県出身。フラッシュアップ所属。
趣味はダンス、フットサル。特技はギター、ドラム。

## 出演

### テレビCM
- ソニーマーケティング「MDR-1」（2012年）
- カルピスソーダ（2013年）
- 東京メトロ（2013年)
- ラウンドワン（2013年）
- 住友生命（2013年）
- ポラス（2013年）
- DyDo「miu」（2014年）
- Google Play TVCM 「出会い篇」 - YouTube（2014年）
- 八剣伝（2014年） - ナレーション
- 三井不動産「三井アウトレットパーク」（2015年）
- アデランス（2015年）
- docomo「dアニメストア」（2015年）
- 富士通「太陽光発電」（2015年）
- メガネのタナカ（2015年）
- 森永製菓「ベイク」＜またやいちゃった篇＞（2016年）
- 丸亀製麺（2016年）
- 花王「アタック」（2016年）
- Cygames「アイドルマスター シンデレラガールズ」（2016年）
- DARTSLIVE＜イロイロあるけど、後輩編＞ - YouTube（2019年）[2]
- セブン-イレブン・ジャパン「セブンカフェ」＜高級キリマンジャロブレンド＞（2020年）[3]

### WEB
- ぐるなび「デジタルギフトカード」（2013年）
- Google「Google Play」Game Effect: ゲーム専用エフェクトで、マルチプレイをもっと楽しもう。 - YouTube（2014年）
- ビール酒造組合（2015年）
- トヨタマーケティング・ジャパン「TOYOTA help」（2016年）
- リクルートライフスタイル「ホットペッパーグルメ」＜デート篇＞（2017年）
- JTB ＜おばあちゃんとの約束＞（2017年）
- LINEカスタマーコネクト（2018年）
- フリスク「フリスク ネオ」＜仕事が重なるヘビーな1日篇＞（2019年）[4]

### 舞台
- Bobjack theater vol.21 「ノッキン オン ヘブンズ ドア」[5]（2017年） - 水橋淡吾 役
- Bobjack theater vol.22「ホーム　スイート　ホーム」～はじまり駅のおしまいの日～[6]（2017年）
- 超進化ステージ「デジモンアドベンチャー tri. ～8月1日の冒険～」（2017年） - ガブモン（操演）
- THE LIVE STAGE「御茶ノ水ロック」 （2018年3月30日 - 4月15日、AiiA 2.5 Theater Tokyo）
- ミュージカル『忍たま乱太郎』第10弾～これぞ忍者の大運動会だ！～（東京公演：2019年5月10日 - 26日、東京ドームシティーシアターGロッソ / 愛知公演：6月8日 - 9日、春日井市民会館） - 綾部喜八郎 役[7]
- 演劇企画ユニット 劇団山本屋 CUWT project vol.0.5「風を切れ2019」（2019年6月26日 - 7月3日、ラゾーナ川崎プラザソル） - タイガ 役[8]
- ミュージカル「忍たま乱太郎」第10弾再演 ～これぞ忍者の大運動会だ！～（東京公演：2019年10月12日 - 27日、東京ドームシティーシアターGロッソ / 兵庫公演：11月8日 - 10日、あましんアルカイックホール） - 綾部喜八郎 役[9]
- ミュージカル「忍たま乱太郎」第10弾 忍術学園 学園祭（東京公演：2020年1月10日 - 13日、舞浜アンフィシアター / 大阪公演：2020年1月17日 - 19日、COOL JAPAN PARK OSAKA WWホール） - 綾部喜八郎 役[10]
- 爆走おとな小学生　第十二回全校集会　舞台「コトバノコトバ」（2021年3月17日 - 4月1日、シアターサンモール）[11] - アーバン 役
- 演劇ユニット100点un・チョイス！第13回公演「ヒロイン」（2021年4月21日 - 28日、シアターサンモール） - 石井且行 役
- 舞台「デュラララ!!」～円首方足の章～（東京公演：2021年8月1日 - 7日、日本青年館ホール / 愛知公演：2021年8月13日 - 15日、名古屋文理大学文化フォーラム 大ホール / 大阪公演：2021年8月20日 - 22日、クールジャパンパークＷＷホール） - 遊馬崎ウォーカー 役[12]
- ミュージカル「忍たま乱太郎」第12弾 まさかの共闘！？大作戦！！（東京公演：2021年10月9日 - 24日、東京ドームシティーシアターGロッソ/ 大阪公演：2021年10月29日 - 10月31日、クールジャパンパーク大阪WWホール） - 綾部喜八郎 役[13]
- ミュージカル「忍たま乱太郎」第12弾 忍術学園 学園祭2021（尼崎公演：2021年12月3日 - 5日、あましんアルカイックホール/ 東京公演：2021年12月17日 - 23日、明治座 ） - 綾部喜八郎 役[14]
- 演劇ユニット100点un・チョイス！第16回公演「白い星」（2022年2月16日 - 20日、ザ・ポケット）- 戸田駿 役[15]
- 劇団アレン座第七回本公演「土の壁」(2022年3月9日 - 13日、すみだパークシアター倉) - 天音 役[16]
- 劇団アレン座第八回本公演「アジール街に集う子たち」(2022年7月2日 - 10日、吉祥寺シアター) - ショー 役[17]
- ミュージカル「忍たま乱太郎」第12弾再演 まさかの共闘！？ 大作戦！！』（2022年10月8日 - 23日、東京ドームシティ シアターGロッソ） - 綾部喜八郎 役[18]
- 舞台「忍たま乱太郎」～あかるく、たのしく、ゆかい！の段～（2022年11月3日 - 6日、あうるすぽっと） - 綾部喜八郎 役[19]
- 舞台「屍の王」[20]（2022年12月14日 - 18日、六行会ホール）-バッシュ役
- 勤人落語Ⅴ[21]（2023年3月8日 - 10日、東京カルチャーカルチャー）
- ミュージカル「忍たま乱太郎」第13弾～ようこそ！ 忍たま文化祭！～[22]（2023年4月7日 - 23日、東京ドームシティーシアターGロッソ） - 綾部喜八郎 役
- 舞台「NO TRAVEL, NO LIFE」[23]（2023年5月11日 - 14日、六行会ホール）
- 舞台「黎明の王」[24]（2023年7月20日 - 23日、六行会ホール）-セラフィム役
- E-stage Topiaプロデュース 音楽朗読劇「パレード」（2023年8月23日-8月27日、中野劇場HOPE）-男2役（2st,5st,8st,12st）
- ミュージカル「忍たま乱太郎」第13弾再演 ようこそ！ 忍たま文化祭！（東京公演：2023年9月29日 - 10月15日、東京ドームシティーシアターGロッソ/ 大阪公演：10月20日 - 22日、COOL JAPAN PARK OSAKA TTホール） - 綾部喜八郎 役[25]
- ミュージカル「忍たま乱太郎」 第13弾 忍術学園 学園祭2023（東京公演：2023年12月8日 - 10日、TACHIKAWA STAGE GARDEN / 大阪公演：12月15日 - 17日、COOL JAPAN PARK OSAKA TTホール） - 綾部喜八郎 役[26]
- 舞台「蒼穹の王」（2024年2月24日 - 28日、IMAホール）[27] -ホッブズ役
- 王ステ THE LIVE 2024（2024年7月20日-7月21日、I'MASHOW）-[28]バッシュ、セラフィム、ホッブズ役
- 「銀河鉄道の夜を、また」-2025-（2025年2月14日、上野ストアハウス）[29]
- ミュージカル「忍たま乱太郎」第15弾 走れ四年生！ 戦え六年生！ 〜閻魔岳を駆け抜けろ〜（2025年5月23日-6月8日、東京ドームシティ シアターGロッソ / 6月13日-15日、COOL JAPAN PARK OSAKA WWホール） - 綾部喜八郎 役[30]
- 舞台「葬列の王」（2025年7月3日-7月6日、スペース・ゼロ)-[31]
- 舞台「虚の王:‖」（2025年12月11日 - 18日〈予定〉、IMAホール）[32]

### イベント
- 渡辺和貴イベント2020 「〜豆まく日かバレンタインかわからなイベント〜」1部ゲスト（2020年2月2日、四谷3丁目ドリームシアター）
- 秋沢健太朗ファンミーティング「ありがとうの会」シークレットゲスト（2020年2月1日）
- 「山木透の“ちょっと遅い”27thバースデーイベント」1部ゲスト（2022年2月27日、中野サンプラザ13Fコスモルーム）
- 木村優良トークイベント「優良会員限定サロン Vol.4」2部ゲスト（2023年1月15日、新大久保エンタメカフェ）
- 舞台「屍の王」アフタートークイベント（2023年1月31日、東京カルチャーカルチャー）
- 湯本健一企画「ゆもと荘へようこそ！」102号室ゲスト（2023年4月30日、MSmileBOX渋谷）
- 舞台「NO TRAVEL,NO LIFE」アフタートークイベント（2023年6月23日、東京カルチャーカルチャー）
- 大谷誠バースデーイベント 「臥待月」（2023年8月20日、新大久保エンタメカフェ）
- そりパ Vol.37 〜横浜出張編〜 1部ゲスト（2023年10月29日、グレースバリ 〜ルフール〜）
- 輝山立イベント「Fillイベ！Vol.4」1部ゲスト（2024年1月8日、歌舞伎町Sparkle）
- 米原パーリータイム Vol.2 ゲスト（2024年3月5日、新宿ロフトプラスワン）
- 栗原大河15周年イベント ゲスト（2024年3月23日、中野シアターかざあな）
- Improvised Skit Series「ジャージーズ」(2024年4月6日、東京カルチャーカルチャー）
- 舞台「蒼穹の王」アフタートークイベント（2024年5月29日、東京カルチャーカルチャー）
- 大谷誠トークイベント「日常的カリギュラ」（2024年6月1日、AZABUballoon）
- 米原パーリータイム Vol.3 ゲスト（2024年7月10日、LOFT9shibuya）
- 大谷誠バースデーイベント「臥待月」（2024年9月1日、AZABUballoon）
- 輝山立32nd BIRTHDAY EVENT 2024 〜3,2,1 スタート！〜 1部ゲスト（2024年9月15日、音部屋スクエア）
- 昭祭り 31st Birthday 1部ゲスト（2024年9月28日、TIAT SKY HALL）
- Improvised Skit Series「ジャージーズⅡ」(2024年12月1日、東京カルチャーカルチャー）

### 写真
- 下條祐美 個展「その鬼ら、宵の灯火に集う Vol.2」モデル(2024年6月7日-6月11日、ギャルリー・ジュイエ)

### ドラマ
- BeeTV「ハイスクールドライブ」（2012年）
- TBS「あぽやん」第8話（2013年）
- NHK「お父さんは二度死ぬ」（2013年）
- NTV「近キョリ恋愛～Season Zero～」（2014年） - 生徒 役
- NHK「美女と男子」（2015年）
- WOWOW「連続ドラマW　沈まぬ太陽」（2016年） - ヨット部のアルバイト 役
- CX「ノンママ白書」（2016年） - 新入社員 役
- TX「アノニマス〜警視庁“指殺人”対策室〜」第5話（2021年2月22日）